# 国鉄トム50000形貨車
国鉄トム50000形貨車（こくてつトム50000がたかしゃ）は、1940年に日本の鉄道省が導入し、日本国有鉄道（国鉄）時代の1985年まで在籍した無蓋貨車である。

## 概要
国鉄における15 t 積み二軸無蓋車は1938年より鋼製車体のトム19000形が増備されていたが、戦争拡大に伴う鋼材節約のため1940年より木製車体のトム11000形に製造が移行した。このトム11000形の台枠構造を変更したのがトム50000形である。トム19000・11000形が有蓋車におけるワム23000形に対応するのに対し、トム50000形はワム50000形に相当する。

### 製造
1940年（昭和15年）から1943年（昭和18年）にかけて田中車輛、日本車輌製造本店・支店、汽車製造、新潟鐵工所、日立製作所、梅鉢車輛（その後帝國車輛工業へ社名変更）、川崎車輛により6,790両（トム50000 - トム56789。ただし、全車が同時に存在したことはない。）が製造された。
1943年度に製造がずれ込んだ135両（トム55940 - トム55989, トム56505 - トム56589）は、製造途中に仕様変更を行ってトラ20000形（トラ45940 - トラ45989, トラ46505 - トラ46589）として落成しており、これらが本形式となったのは戦後の復元改造の後である。
なお、その他に私鉄買収車（小倉鉄道、相模鉄道）が17両編入されているため、トム50000形の総数は6,807両、最終番号はトム56806となった。

### 構造
本形式は、前級トム11000形を戦時対応として台枠構造の簡略化（横梁構造の変更）と部材の変更（プレス材使用の廃止や形鋼サイズの縮小）、組み立ての溶接化を行ったもので、荷台や走行装置はトム11000形と同一である。下回りは軸距4,000 mmで、軸ばね受けは一段リンク式となっており、最高運転速度は65 km/hである。
荷台の内法は、長さ7,156 mm、幅2,480 mm、あおり戸高さ850 mm、妻板高さ1,150 mm、床面積17.7 m2、容積39.0 m3で、車体は木製である。あおり戸は片側2枚で、中央部の側柱は取り外し式となっている。その他の主要諸元は、全長8,056 mm、全幅2,740 mm、自重8.5 tである。

### 増トン改造と復元
1943年（昭和18年）2月からは、トム11000形とともに太平洋戦争下の輸送力増強のため増トン改造の対象となり、17 t 積みのトラ20000形への改造が開始された。初期の改造車は、車体構造をトラ20000形の原形車に極力近づけるよう本格的な改造がなされたが、同年後期の改造分からは工数削減のため、あおり戸の上部に折りたたみ式の側板を追加する、簡易改造に変更された。
番号は、仕様に関わりなくトム時代の番号から10000を減じたトラ40000 - トラ46789が割当てられ、総数の4分の3程度に施工したところで終戦となり、改造は中止された。戦後は、何分にも無理のある改造だったこともあり、本格改造車を除く簡易改造車については、1947年（昭和22年）度から復元改造のうえ原形式番号に復帰した。復元改造が終了する1949年（昭和24年）度末の在籍両数は6,501両であった。

### 更新修繕と2段リンク化
1954年（昭和29年）度から始まった更新修繕では、トム11000形よりも台枠構造が弱体であることから、状態不良車は更新せず廃車する方針を取ったため、1955年（昭和30年）度以降は毎年100両以上のペースで減少していった。1968年（昭和43年）10月1日国鉄ダイヤ改正では未改造の予定であったが、無蓋車不足が著しかったため高速（最高速度75 km/h）化の対象とされ、1968年（昭和43年）度末には1,330両が二段リンク化改造を受けた。
走り装置未改造車は原番号に100000を加えてトム150000形に改称され、「ロ」車として運用制限を示す黄帯を標記した。トム150000形は1968年度末で946両が在籍し、北海道内に封じ込めて運用されたが、1972年（昭和47年）度に実質的に形式消滅している。
トム50000形は汎用無蓋車として長く使用され、書類上は1985年（昭和60年）度に形式消滅となったが、実際には1977年（昭和52年）に実車は消滅していたものと推定される。

## 改造車

### セラ1形
1959年（昭和34年）、石炭車セラ1形の改造種車となっているが、輪軸、ブレーキシリンダ、連結器等の部品を流用した程度で、台枠、ホッパ等は新製されている。

### コム1形
コム1形は、1968年（昭和43年）、に二段リンク化未施工で北海道内封じ込めとなったトム150000形のあおり戸、妻板を撤去し、コンテナ緊締装置を取り付けて15 t積みコンテナ車に改造したものである。5 t (11 ft)コンテナ2個が積載できた。改造数は、40両（コム1 - コム40）である。

## 同形車

### 加悦鉄道トム51形
トム51形は、1943年（昭和18年）、に30両（トム51 - トム80）が、若松車輛で製造された15 t 積み無蓋車である。大江山鉱山から産出されるニッケル鉱の輸送用として、日本冶金所有の私有貨車として製造され、加悦鉄道に車籍編入されていたものだが、戦後は用途を喪失し、20両が4社に譲渡された。
1947年（昭和22年）、10両（トム51 - トム60）が日本ニッケル鉄道（後の上武鉄道）が借り受けて使用し、後年トム56 - トム60が正式に譲渡された。そのうちトム58 - トム60が、1968年10月1日国鉄ダイヤ改正後も、国鉄に直通する条件となる二段リンク改造を受け、1972年（昭和47年）まで在籍した。
10両（トム61 - トム70）は、1948年（昭和23年）3月に昭和電工富山工場に譲渡され、西濃鉄道に車籍編入されて、石灰石の輸送に使用された。これらは昭和30年代前半に除籍されたが、その後の消息は不明である。
1949年（昭和24年）には、2両（トム71, トム72）が上毛電気鉄道に譲渡され、トム200形（トム201, トム202）として、主に事業用に使用された。
同年4月には3両（トム73 - トム75）が南部鉄道に譲渡されて、トム51形（トム53 - トム55）となった。これらは、主に国鉄直通車として使用された。
残る10両（トム51 - トム55, トム76 - トム80）は、1952年（昭和27年）の日本冶金大江山工場（岩滝）の操業再開にともなって使用を再開したが、国鉄直通の廃止とともに用途を喪失し、トム51 - トム55は1966年（昭和41年）3月に廃車、トム76 - トム80については加悦駅構内に放置されることとなった。

### 名古屋鉄道トム1100形
トム1100形は、1942年（昭和17年）から1943年（昭和18年）に20両（トム1101 - トム1120）が日本車輌製造及び木南車輌製造で製造された15 t 積木造無蓋車である。国鉄直通貨車であり、東部線で運用され、後に三河線でも運用された。4両（トム1111・トム1118・トム1119・トム1120）はパルプ専用車となった。
1968年（昭和43年）のヨンサントオダイヤ改正により国鉄直通貨車の認可を失った後は社内貨物用として運用され、1970年（昭和45年）に形式消滅する。